# Joseph (Künstlerlexikon)
Der Joseph (vollständiger Titel Dictionnaire biographique des artistes contemporains 1910–1930) ist ein französischsprachiges Künstlerlexikon.
Er wurde herausgegeben und bearbeitet von René Édouard-Joseph in drei Bänden und einem Ergänzungsband. Der Titel lautet Dictionnaire biographique des artistes contemporains 1910–1930 (deutsch: Biografisches Lexikon zeitgenössischer Künstler 1910–1930), jedoch ist das Lexikon vornehmlich unter dem Namen Joseph bekannt. Sein Ziel war es kurze biografische Informationen über Künstler des frühen 20. Jahrhunderts zusammenzustellen, darunter auch Biografien von weniger bekannten Künstlern. Damit sollte eine Lücke im Bénézit, dem führenden französischen Künstlerlexikon, geschlossen werden. Er ist eher selten und wird heute kaum noch verwendet.

## Bände
- 1. Band: A – E Art & édition, Paris 1930; druckfertig am 30. April 1930 bei Braun & Cie, Mulhouse-Dornach-Paris, 478 Seiten
- 2. Band: F – Ma, Art & édition, Paris 1931; druckfertig am 15. November 1931, bei Georges Lang, 11, rue Curial, Paris; 478 Seiten
- 3. Band: Me – Z, Art & édition, Paris 1934; druckfertig am 15. Dezember 1933 bei SADAG (Societe anonyme des arts graphiques) in Bellegarde (Ain), 478 Seiten mit einem Korrekturverzeichnis und einer Monogrammtafel
- Ergänzungsband, Art & édition, Paris 1936; druckfertig am 15. Januar 1937 bei SADAG.